# Flygande vinge

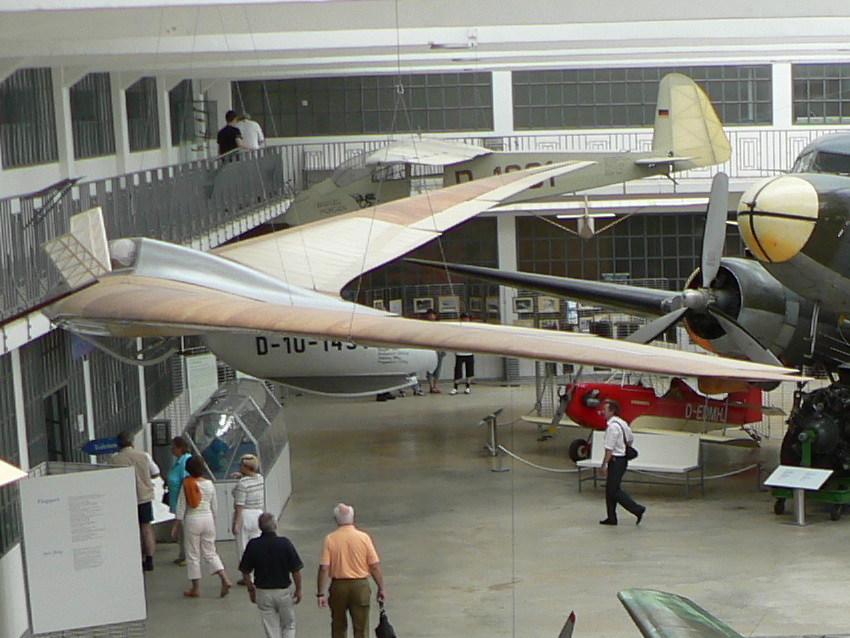
Horten IV, ett segelflygplan av typen flygande vinge. Utbuktningen undertill ger ökat benutrymmer för piloten som inryms i liggande ställning för att hålla luftmotståndet nere.

Flygande vinge är ett flygplan som i stort sett bara är en enda vinge. Beroende på vingens storlek kan motor, kabin, lastutrymme med mera inrymmas i vingen eller i strömlinjeformade utbuktningar på densamma. Tack vare avsaknaden av stjärtparti och flygkropp har flygande vingar lågt luftmotstånd och därmed god bränsleekonomi. Dock tål de inte större förflyttningar av tyngdpunkten i längdled då de i allmänhet saknar stabiliteten hos ett plan med stjärt och stabilisator eller nosvinge. 

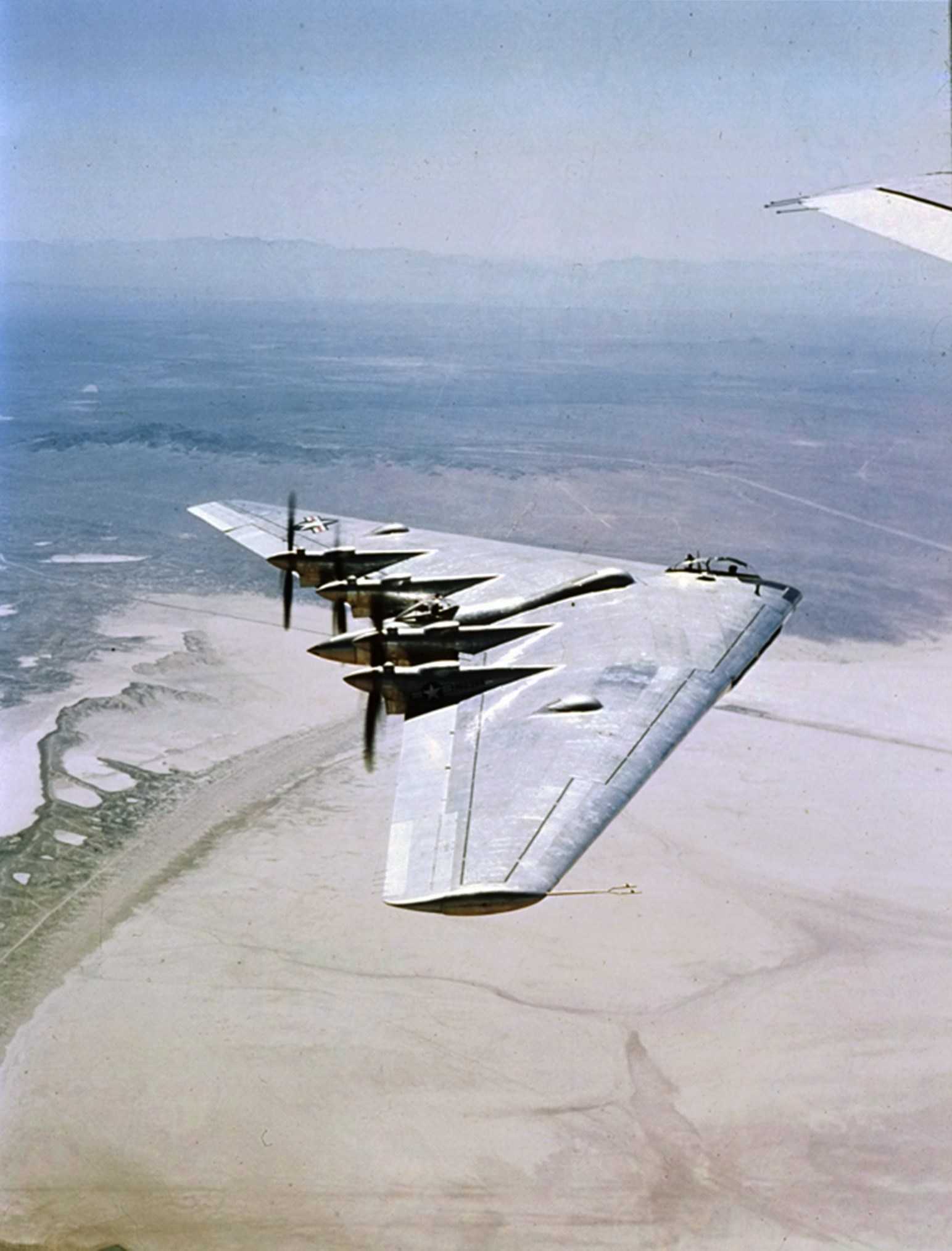
Amerikanska Northrop YB-35 bombflygplan. Prototypen utvecklades under andra världskriget.

Gotha Go 229 (även känt som Horten Ho IX), världens första jetdrivna flygande vinge.

De tyska bröderna Walter och Reimar Horten, och Gothaer Waggonfabrik AG i Gotha i tyska Thüringen utvecklade världens första jetdrivna flygande vinge – Horten Ho 229, ofta kallad Gotha Go 229 –  som flög första gången 1945.
Även nordamerikanen Jack Northrop experimenterade med flygplan av denna typ. Utöver Gotha Go 229, kan nämnas flygplan som  Northrops YB-35, YB-49 och mer sentida smygteknikflygplan som Northrop Grumman B-2 Spirit.